# Infurcitinea toechophila
Infurcitinea toechophila är en fjärilsart som beskrevs av Walsingham 1908. Infurcitinea toechophila ingår i släktet Infurcitinea och familjen äkta malar. Inga underarter finns listade i Catalogue of Life.

## Bildgalleri

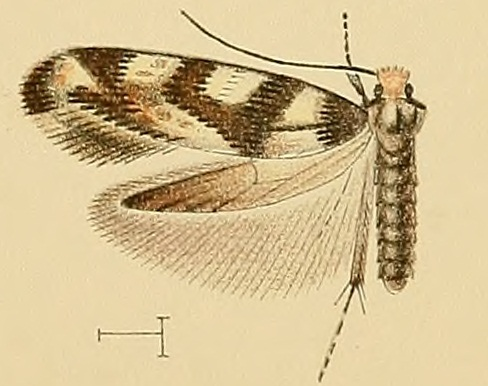